# サンノゼ・シャークス
サンノゼ・シャークス（San Jose Sharks）は、アメリカ合衆国カリフォルニア州サンノゼを本拠としているナショナルホッケーリーグ（NHL）所属のプロアイスホッケーチームである。

## 歴史
北部カリフォルニア地区はオリジナル・シックスの登場した時代以降も根強いホッケーファンがいる地域であったが、NHL誘致の試みは初期のころは脆くも失敗に終わっていた。
1976年オークランド・シールズ (Oakland Seals) はクリーブランドへと移転し、チーム最後の2年間をクリーブランド・バロンズ (Cleveland Barons) の名で戦う。バロンズのオーナーであったジョージ・ガンド (George Gund) とゴードン・ガンド (Gordon Gund])の兄弟は、彼らが1990年まで保有していたミネソタ・ノーススターズ (Minnesota North Stars) をバロンズと合併させることに踏み切る。
1990年5月9日ガンド兄弟は新チームのフランチャイズを再び北部カリフォルニアへ戻す権利の見返りとして、保有するノーススターズの持分を売却した。こうして、5,000通にも及んだ郵便投票の結果と太平洋岸に棲む鮫を踏まえて、新チーム「シャークス」が誕生した。創立当初の2シーズンはカリフォルニア州デイリーシティにあるカウパレスで試合を行ったが、その後サンノゼ・アリーナ（後にHP Pavilionと改名、通称「鮫の水槽 (Shark Tank) 」）にホームを移す。
創立後の2シーズンの成績は、エクスパンションチームにありがちではあるがNHLチームの中でも最低の部類であった。1992-93シーズンに記録した71敗はNHLのワースト記録でもあった。3シーズン目の1993-94シーズンは幾分成績も向上し、レギュラー・シーズンでは33勝35敗16分の82ポイントを上げプレーオフに初出場した。このポイントは前シーズンと58ポイント差もあり、前シーズンとのポイントと比較した差ではNHL記録であった。プレーオフのファーストラウンドで第1シードのデトロイト・レッドウイングスを4勝3敗で下し金星をあげたが、続くセカンドラウンドではトロント・メープルリーフスの前に3勝4敗で屈した。翌1994-95シーズンも前シーズン同様にセカンドラウンドで敗退した。当時シャークスの中心選手には旧ソ連系メンバー、ゴーリーのアルツールズ・イルベ(Arturs Irbe) 、ディフェンスのサンディス・オゾリンチ(Sandis Ozolinsh) 、フォワードのイゴール・ラリオノフ(Igor Larionov)、セルゲイ・マカロフ(Sergei Makarov)らがおり、チームはケビン・コンスタンチン (Kevin Constantine) 監督の指揮下にあった。
1995-96シーズンは前2シーズンと比べると芳しいものではなく、パシフィック・ディビジョン最下位に沈みプレーオフ進出を逸した。そこでチームはまたも大改造を行って、シーズン途中で中心選手であったサンディス・オゾリンチ、イゴール・ラリオノフ、またシーズン終了後には、氷上外で負傷したアルツールズ・イルベをトレードで相次いで放出、見返りにコロラド・アバランチからフォワードのオーウェン・ノーラン (Owen Nolan) ら数選手を獲得した。その2シーズン後の1997-98シーズンにシャークスは、デトロイト・レッドウイングスから獲得したゴーリーのマイク・バーノン (Mike Vernon) の活躍によりNHLプレーオフへと返り咲く。
このシーズン終了後、マイク・バーノンはコーン・スマイス賞を受賞。また、新ヘッドコーチにダリル・サッター (Darryl Sutter) を招聘。（ダリル・サッターはかつて、日本リーグ岩倉組でプレーした経験がある。）
シャークスはその後5シーズン連続でプレイオフ出場を果すものの、セカンドラウンド進出には至らなかった。2000-01シーズンにはロシア人のゴーリーのエフゲニー・ノボコフ(Evgeni Nabokov)が加入しスターターとして活躍、リーグ最優秀新人に与えられるカルダー記念賞を受賞している。また、同シーズンにはマイティーダックス・オブ・アナハイムのスター選手であったフィンランド人フォワードのテーム・セラニ(Teemu Selanne)（2003年まで所属）を獲得した。
2003-04シーズンはシャークス創設以来最高の出来といわれている。レギュラーシーズンでは104ポイントを獲得し、パシフィック・ディビジョン優勝を成し遂げ、ウェスタン・カンファレンスの第2シードを獲得した。ブレーオフでも快進撃が続き、ファーストラウンドでセントルイス・ブルースに4勝1敗、セカンドラウンドでコロラド・アバランチに4勝2敗とそれぞれ勝利した。しかし、ウェスタン・カンファレンス決勝ではカルガリー・フレームスに2勝4敗と惜敗した。
シャークスは、アメリカのスポーツチームが使用する色彩として teal (緑がかった青色) を普及させたともいわれている。
2005-06シーズンはシーズン半ばまでプレイオフ進出ラインを行ったり来たりという状況であった。しかし、シーズン途中にスター選手ジョー・ソーントン（Joe Thornton）を、ボストン・ブルーインズから獲得しチームは上昇気流に乗る。ジョー・ソーントンによってスコアラー、ジョナサン・チーチュー（Jonathan Cheechoo）のゴール数が伸び、ジョー・ソーントンはリーグ最多ポイント、ジョナサン・チーチューは最多ゴールを挙げた。また、トレードでニューヨーク・レンジャースからヴィレ・ニエミネン（Ville Nieminen）を獲得した。プレイオフにはウェスタン・カンファレンス5位で進出、ファーストラウンドではナッシュビル・プレデターズを破るが、セカンドラウンドでエドモントン・オイラーズに敗れた。このプレーオフではヴェサ・トスカラ(Vesa Toskala)が活躍した。
2006-07シーズンはプレーオフ出場圏を安定して確保し、また、ゴールにはエブゲニー・ノボコフとヴェサ・トスカラが交互に入るというタンデム式を採用していた。トレード期限近くで、セントルイス・ブルースからビル・ゲリン(Bill Guerin)を獲得。この後の快進撃で、一気にウェスタン・カンファレンス5位に押し上がった。プレーオフではまたもファーストラウンドでナッシュビル・プレデターズを破るが、セカンドラウンドでデトロイト・レッドウィングスに敗れた。なおこのシーズンのプレーオフではエブゲニー・ノボコフがゴールを守ることが多かった。
2007年のエントリードラフト前に、ヴェサ・トスカラは出場停止となったマーク・ベル(Mark Bell)と共にトロント・メープルリーフスにトレードで移籍した。
2015-16シーズン、ウェスタン・カンファレンス決勝でセントルイス・ブルースを4勝2敗で下し、初のカンファレンス優勝を果たし、スタンレーカップファイナル進出を果たした。しかしファイナルではシドニー・クロスビー擁するペンギンズに2勝4敗で敗退した。

## シーズン別戦績
| シーズン | 試合数 | 勝 | 敗 | 引分 | 延長敗 | 得点 | 失点 | ポイント | 最終順位        | プレイオフ                       |
| 1991-92  | 80     | 17 | 58 | 5    | -      | 219  | 359  | 39       | スマイス6位     | 不参加                           |
| 1992-93  | 84     | 11 | 71 | 2    | -      | 218  | 414  | 24       | スマイス6位     | 不参加                           |
| 1993-94  | 84     | 33 | 35 | 16   | -      | 252  | 265  | 82       | パシフィック3位 | カンファレンス準決勝敗退 (TOR)   |
| 1994-95  | 48     | 19 | 25 | 4    | -      | 129  | 161  | 42       | パシフィック6位 | カンファレンス準決勝敗退 (DET)   |
| 1995-96  | 82     | 20 | 55 | 7    | -      | 252  | 357  | 47       | パシフィック7位 | 不参加                           |
| 1996-97  | 82     | 27 | 47 | 8    | -      | 211  | 278  | 62       | パシフィック7位 | 不参加                           |
| 1997-98  | 82     | 34 | 38 | 10   | -      | 210  | 216  | 78       | パシフィック4位 | カンファレンス準々決勝敗退 (DAL) |
| 1998-99  | 82     | 31 | 33 | 18   | -      | 196  | 191  | 80       | パシフィック4位 | カンファレンス準々決勝敗退 (COL) |
| 1999-00  | 82     | 35 | 30 | 10   | 7      | 225  | 214  | 87       | パシフィック4位 | カンファレンス準決勝敗退 (DAL)   |
| 2000-01  | 82     | 40 | 27 | 12   | 3      | 217  | 192  | 95       | パシフィック2位 | カンファレンス準々決勝敗退 (STL) |
| 2001-02  | 82     | 44 | 27 | 8    | 3      | 248  | 189  | 99       | パシフィック1位 | カンファレンス準決勝敗退 (COL)   |
| 2002-03  | 82     | 28 | 37 | 9    | 8      | 214  | 239  | 73       | パシフィック5位 | 不参加                           |
| 2003-04  | 82     | 43 | 21 | 12   | 6      | 219  | 183  | 104      | パシフィック1位 | カンファレンス決勝敗退 (CGY)     |
| 2005-06  | 82     | 44 | 27 | -    | 11     | 266  | 242  | 99       | パシフィック2位 | カンファレンス準決勝敗退 (EDM)   |
| 2006-07  | 82     | 51 | 26 | -    | 5      | 258  | 199  | 107      | パシフィック2位 | カンファレンス準決勝敗退 (DET)   |
| 2007-08  | 82     | 43 | 23 | -    | 10     | 222  | 193  | 108      | パシフィック1位 | カンファレンス準決勝敗退 (DAL)   |
| 2008-09  | 82     | 53 | 18 | -    | 11     | 257  | 204  | 117      | パシフィック1位 | カンファレンス準々決勝敗退 (ANA) |
| 2009-10  | 82     | 51 | 20 | -    | 11     | 264  | 215  | 113      | パシフィック1位 | カンファレンス決勝敗退 (CHI)     |
| 2010-11  | 82     | 48 | 25 | -    | 9      | 248  | 213  | 105      | パシフィック1位 | カンファレンス決勝敗退 (VAN)     |